# Aššur-rabi I.
Aššur-rabi I. ([Bůh] Aššur je velký/mocný) byl asyrský král, který vládl přibližně mezi roky 1470–1450 př. n. l. Jako syn Enlil-násira I. se násilím zmocnil asyrského trůnu, když z něj (po pouhém měsíci vlády) svrhl svého synovce Aššur-šadúniho (syna Núr-iliho). Patrně se jednalo vztah Asýrie a silné říše Mitanni, proti které Enlil-násir I. úspěšně bojoval, zatímco Núr-ili i jeho syn byli jen loutkovými vládci pod mitanským vlivem. Období Aššur-rabiho I. vlády bylo poznačeno právě odbojem proti mitanské nadvládě.
Přesný počet let jeho vlády se na tabulkách nezachoval. Po jeho smrti na asyrský trůn nastoupil jeho syn Aššur-nádin-achché I.